# Saimarang
Saimarang est un comité de développement villageois du Népal situé dans le district de Kaski. Au recensement de 2011, il comptait 1 171 habitants.